# Ignacio Carrau
Ignacio Carrau Leonarte (Valencia, 3 de febrero de 1923-Valencia, 12 de diciembre de 2015) fue un político, abogado y jurista español.

## Biografía
Nacido en Valencia el 3 de febrero de 1923, se licenció y doctoró en Derecho por la Universidad de Valencia, tras lo cual se dedicó a la abogacía en Valencia y Alcira. Perteneció a una familia de ilustres abogados. Su abuelo, José María Carrau Juan, fue presidente de la Diputación Provincial de Valencia entre 1923 y 1930, durante la dictadura de Primo de Rivera, y su hermano mayor fue fusilado durante la Guerra Civil Española por su pertenencia a la Federación de Estudiantes Católicos. Perteneció al Frente de Juventudes y en 1974 fue elegido diputado de la Diputación Provincial de Valencia en representación del Colegio de Abogados de Valencia.
El 31 de julio de 1975 fue nombrado presidente de la Diputación de Valencia y ocupó el cargo hasta 1979. Ocupando este cargo, el 18 de noviembre de 1975 fue nombrado procurador en Cortes en sustitución de Salvador Escandell y ocupó el cargo hasta el 30 de junio de 1977. Durante su mandato como presidente de la Diputación fue actor importante de la Batalla de Valencia y defendió posturas contrarias al nacionalismo catalán, además de propiciar la fundación de la Real Academia de Cultura Valenciana. Participó en la fundación de la Unión Regional Valenciana, pero tras el fracaso del partido, en 1979 dejó la política activa y pasó a dedicarse exclusivamente a la abogacía. Presidió la Cofradía del Santo Cáliz y fue miembro de los Caballeros Jurados de San Vicente Ferrer, así como comendador de la Orden de San Gregorio Magno. Falleció el 12 de diciembre de 2015 en su ciudad natal, a los 92 años.